# توحيد السعودية
توحيد السعودية أغلب المناطق كان توحيدها عن طريق القوة العسكرية كالحروب والمعارك والصراعات التي حدثت في كثير من مناطق شبه الجزيرة العربية في الفترة الممتدة ما بين 15 يناير 1902 وحتى 1932 وفي نفس الفترة هناك جزء من المناطق توحيدها كان بشكل سلمي عن طريق الاتفاقيات  المعاهدات، وانتهت بالمرسوم الملكي في 23 سبتمبر الذي أُعلن عن قيام المملكة العربية السعودية بشكلها الحالي.
كان آل سعود مقيمين في إمارة الكويت المحمية بريطانيًّا منذ 1893، عقب إزاحتهم عن السلطة وزوال دولتهم مرة أخرى (هذه المرة على يد إمارة حائل الرشيدية). في 1902 استرد ابن سعود مجدَّدًا الرياض، العاصمة السابقة لأسرته الحاكمة. ثم أخضع كلًا من نجد والأحساء وجبل شمر وعسير والحجاز (حيث مدينتا مكة والمدينة المكرَّمتان عند المسلمين) بين 1913 و1926. سُميت الدولة الجديدة «مملكة الحجاز و نجد» منذ 1927 إلى حين دمج الأحساء في المملكة العربية السعودية في 1932.

## خلفية
بعد معاهد الدرعية بين محمد بن عبد الوهاب ومحمد بن سعود، أَسست أسرة آل سعود الدولة السعودية الأولى، على أساس الدفاع الصارم عن الإسلام. والأيديولوجية المتولدة حينئذ سُميت «الوَهّابية». تغلبت الدولة الحديثة الناشئة في منطقة نجد على معظم شبه الجزيرة العربية، وبلغت أوجها بالاستيلاء على مدينة مكة المكرَّمة في 1802.
كان سقوط مكة ضربة هائلة لهيبة الإمبراطورية العثمانية (التي كانت مكة المكرمة تحت حكمها منذ 1517)، فتحركت أخيرًا ضد الدولة السعودية. أُسندت مهمة تدمير السعوديين لوالي مصر القوي محمد علي باشا، الذي أرسل قواته إلى منطقة الحجاز واستعاد مكة. وفي الوقت نفسه قاد ابنُه، إبراهيم باشا، القوات العثمانية إلى قلب نجد، مستوليًا على مدينة تلو الأخرى فيما يُدعى «الحملة على نجد». وبعدما وصل إبراهيم إلى العاصمة السعودية في الدرعية، حاصرها عدة شهور حتى استسلمت في شتاء 1818. ثم أَرسل كثيرًا من أسرة آل سعود وابن عبد الوهاب إلى مصر وإسطنبول (العاصمة العثمانية)، وأمر بتدمير الدرعية تدميرًا ممنهَجًا. ولاحقًا أُعدم في إسطنبول آخر إمام سعودي، الإمام عبد الله بن سعود.
نجا آل سعود في المنفى، ثم أسسوا الدولة السعودية الثانية، التي يُعد زمانها من 1824 حين استحوذ تركي بن عبد الله على الرياض (التي اتُّخذت عاصمة) حتى معركة المليداء في 1891. كان العهد السعودي الثاني ذا اضطراب، استغله آل الرشيد. وفي 1893 رحل الإمام عبد الرحمن بن فيصل بن تركي آل سعود مع أسرته عن نجد واستقر به المطاف ليعيش في الكويت في عهد أميرها الشيخ محمد آل صباح الذي أوعزت إليه الدولة العثمانية بأن يمنح آل سعود حق الإقامة في الكويت.

## تاريخه

### استحواذ السعوديين على الرياض
في 1901 طلب عبد العزيز بن عبد الرحمن آل سعود –الذي عُرف لاحقًا بِابن سعود– ( رحمة الله ) من أمير الكويت رجالًا وزادًا للهجوم على الرياض. فوافق الأمير الذي كان بالفعل في حرب ضد الرشيديين، وأمد ابن سعود بخيل وسلاح. وأما الرجال فأخذ عددهم يزيد ويقل طول الرحلة اللاحقة، لكن المَظنون أنه رحل مع 40 رجلًا.
في يناير 1902 وصل ابن سعود ورجاله إلى الرياض. ولقلة العدد رأى أنْ لا سبيل إلى التغلب على المدينة إلا بالاستحواذ على قصر المصمك وقتْل ابن عجلان رئيس الرياض. ونجحوا في هذا، وتغلبوا على المدينة أثناء الليل. وباستحواذه على دار أجداده أثبت أن له من القدرات ما يلزم ليكون شيخًا أو أميرًا: شجاعة وقيادة وحظًّا، فكانت بداية الدولة السعودية الثالثة. والمنطقة التابعة له سُميت إمارة نجد والأحساء، وقد استمرت حتى 1921.

### الحرب السعودية الرشيدية
قامت الحرب السعودية الرشيدية (دُعيت أيضًا: الحرب السعودية الرشيدية الأولى، ومعارك القصيم) بين قوات سلطنة نجد السعودية وإمارة حائل (جبل شمر) بقيادة الرشيديين. انتهت فترة الحروب المتقطعة باستحواذ السعوديين على منطقة القصيم، بعد انتصار حاسم فيها في 13 إبريل، وإن أعقبته اشتباكات أخرى عام 1907.

### الأحساء والقطيف
في 1913 انتزع ابن سعود -بدعم من بدو الإخوان- الأحساء من حامية عثمانية كانت تسيطر على المنطقة منذ 1871. ثم ضم الأحساء والقطيف إلى الإمارة.

### الحرب الكويتية النجدية
تمكن أمير سلطنة نجد الجديد عام 1913 من أخذ سنجق الأحساء من العثمانيين ليصبح جارا لإمارة الكويت. ووفقا لمعاهدة الأنجلو-عثمانية فإن حدود الكويت تصل جنوبا إلى منيفة بالقرب من النعيرية (حوالي 200 كم من مدينة الكويت)، ولكن إمارة نجد لم تعترف بالاتفاقية حيث أن ذلك السنجق قد ألحق بنجد. وقد حاول الأمير الشيخ سالم الصباح عام 1919 بناء مدينة تجارية جنوب الكويت، مما سبب بأزمة دبلوماسية مع نجد، فتدخلت بريطانيا فمنعت الشيخ سالم من إتمام عمله.
وفي عام 1920 شيّد الإخوان هجرة لهم في الصمان فأرسل سالم الصباح سرية نزلت في حمض شمال قرية العليا وكان الشيخ سالم في نيته أن تدخل السرية الرعب في قلوب الإخوان وبالتالي ثنيهم من مواصلة بناء الهجرة إلا أن المعركة نشبت بينهم مع الإخوان، حيث شارك 2,000 من الإخوان ضد 100 الخيالة الكويتية و 200 من المشاة. واستمرت المعركة غير المتكافئة لمدة ستة أيام وأسفرت عن خسائر فادحة لكلا الطرفين مع انتصار الإخوان وقاد ذلك إلى معركة الجهراء حول القصر الأحمر. حيث سار فيصل الدويش بقوة من 3 إلى 4 آلاف مقاتل مهاجما القصر الأحمر بالجهراء التي بها قوة من 1500 مقاتل. وتمكن من محاصرة القلعة وكادت أن تسقط لولا وصول تعزيزات كويتية من البحر وكذلك دعم الشيخ ضاري بن طوالة مع قبيلته شمر فتم مؤقتا صد الهجوم.
بدأت مفاوضات بين سالم والدويش، حيث طالب الدويش الكويتيين بأن يخضعوا لخمس شروط وهي: طرد الشيعة واعتماد عقيدة الإخوان وتسمية الأتراك «بالزنادقة» وإلغاء التدخين والبغاء وتدمير المستشفى التبشيري الأمريكي، وإلا فإنه سيهاجم مرة أخرى، فأقنع تجار الكويت الشيخ سالم بطلب مساعدة القوات البريطانية، فاستعرض الإنجليز طائراتهم وسفنهم الحربية الثلاث مما أوقف محاولات الهجوم.

### في الحرب العالمية الأولى
في ديسمبر حاولت الحكومة البريطانية (التي بدأت في وقت مبكر من 1915) توطيد علاقتها بابن سعود بوساطة عميلها السري النقيب وليام شكسبير، ومِن ثَم أُبرمت معاهدة دارين. بعد موت شكسبير في معركة جَرَّاب، بدأ البريطانيون يدعمون منافس ابن سعود: الحسين بن علي شريف مكة زعيم الحجاز. ناشد اللورد هربرت كتشنر الحسين بن علي في المساعدة في النزاع، وفي المقابل طلب حسين اعترافًا سياسيًّا. وتراسُله مع هنري مكماهون أكد أن مساعداته سيكون لها ثمارها في ما بين مصر وفارس، باستثناء ممتلكات الإمبراطورية ومصالحها في الكويت وعدن والساحل السوري. على رغم تفاوض البريطانيين مع ابن علي، أبرموا معاهدة دارين، تعهد ابن سعود بشن حرب أخرى على ابن رشيد الذي كان حليفًا للعثمانيين.
- معركة الرياض ضد  إمارة جبل شمر 1902 م
- معركة الدلم ضد  إمارة جبل شمر 1903 م
- معركة جو لبن ضد قبيلة مطير بقيادة سلطان بن فيصل الدويش 1903 م
- معركة البكيرية ضد  إمارة جبل شمر 1904 م
- معركة الشنانة ضد  إمارة جبل شمر 1904 م
- معركة روضة مهنا ضد  إمارة جبل شمر 1906 م
- معركة الطرفية ضد  إمارة جبل شمر وقبيلة مطير ومنطقة القصيم 1907 م
- معركة الأحساء ضد  الدولة العثمانية 1913 م
- معركة كنزان ضد قبيلة العجمان 1915 م
- معركة جراب ضد  إمارة جبل شمر 1915م
- معركة تربة ضد  المملكة الحجازية الهاشمية 1919 م
- معركة حمض ضد  إمارة الكويت 1920 م
- معركة الجهراء ضد  إمارة الكويت و إمارة جبل شمر 1920 م
- معركة حجلا ضد  إمارة آل عايض في عسير 1920 م
- معركة النيصية ضد  إمارة جبل شمر 1921 م
- معركة حائل ضد  إمارة حائل 1921 م
- معركة حرملة ضد  إمارة آل عايض في عسير 1923 م
- معركة الطائف  ضد مملكة الحجاز 1924 م
- معركة مكة المكرمة ضد مملكة الحجاز 1924 م
- معركة المدينة المنورة ضد مملكة الحجاز 1925 م
- معركة جدة ضد مملكة الحجاز 1925 م
- معركة السبلة ضد  الإخوان 1929 م
- معركة القاعية ضد  الإخوان وقبيلة مطير 1929 م
- معركة أم رضمة ضد  الإخوان 1929 م
- معركة نقير ضد  الإخوان 1929 م
- معركة تمرد الأدارسة ضد الإمارة الإدريسية في جازان 1931 م